# Stare Ludzicko
Stare Ludzicko (deutsch Lutzig) ist ein Dorf in der polnischen Woiwodschaft Westpommern. Es befindet sich sieben Kilometer nordwestlich von Połczyn-Zdrój (Bad Polzin) im Powiat Świdwiński und gehört zur Gmina Rąbino (Landgemeinde Groß Rambin).

## Geschichte
Der pommersche Ort Lutzig (früher auch: Lutzke) mit seinem Vorwerk Neu Lutzig (heute polnisch: Nowe Ludzicko) ist ein altes Ritterguts- und Bauerndorf und gehörte bis 1818 – als Exklave im Kreis Belgard – größtenteils zum Neustettiner Kreis. Es war den Familien  von Glasenapp und von Manteuffel als Lehen gegeben und wurde um 1700 in Gutsbezirke aufgeteilt. Neben der Familie Manteuffel wurden die Familien  von Borke, von Krockow und von Wachholz Miteigentümer. Seit 1749 war Lutzig im Besitz der Familie von Zastrow, Anfang des 19. Jahrhunderts war Albert Bauk Eigentümer, der es 1836 an Karl Bruns verkaufte, dessen Familie es bis 1945 besaß. Neu Lutzig kam durch Erbteilung an Georg Bruns, in dessen Familie es ebenfalls bis 1945 als Eigentum blieb.
Neben der Kirche im Ort befinden sich Ruinen eines ehemaligen Gutshofes innerhalb einer rudimentäreren Parkanlage. Der Park stammt aus der zweiten Hälfte des 19. Jahrhunderts (Landschaftspark), die Baulichkeiten entstanden zu Beginn des 20. Jahrhunderts.
In Lutzig, das bis 1945 zum Kreis Belgard gehörte, lebten im Jahr 1867 289 Menschen, 1910 waren es 424, und 1939 noch 349 Einwohner. Neu Lutzig umfasste 319 Hektar, Lutzig selber war 599 Hektar groß.
Von dem auf einem Bergkegel gelegenen Neu Lutzig hatte man einen weiten Blick in Richtung Bad Polzin. Unterhalb des Berges lag die Bahnstation Lutzig an der Bahnstrecke Schivelbein–Bad Polzin mit Anschluss nach Gramenz–Zollbrück. Diese Bahnlinie ist nicht mehr in Betrieb. Eine Straßenverbindung bestand auf einer Nebenstraße nach Bad Polzin bzw. Groß Rambin. 
Lutzig mit Neu Lutzig gehörten zum Amts- und Standesamtsbezirk Buslar und zum Amtsgerichtsbezirk Bad Polzin. Letzter Amtsvorsteher vor 1945 war Fritz Rakow, der letzte Standesbeamte trug den Namen Erdmann.
Gegen Ende des Zweiten Weltkriegs nahm Anfang März 1945 die Rote Armee Lutzig ein. Die Bevölkerung wurde vertrieben und der Ort kam nach Polen. Heute ist Stare Ludzicko ein Ortsteil der Gmina Rąbino (Landgemeinde Groß Rambin) im Powiat Świdwiński.

## Kirche
Lutzig hatte seit dem 15. Jahrhundert eine eigene Kirche. Das kleine Gotteshaus war berühmt wegen seines spätgotischen Flügelaltars mit wertvollen Schnitzarbeiten. Dessen Umrahmung bilden sowohl Stilelemente der Neogotik als auch der Renaissance. Zum Altar gehören ebenfalls eine Skulptur der Mutter Gottes mit Jesuskind und zwei Heilige im Mittelfeld. Die Seitenflügel sind in zwei Teile geteilt. Eine der Glocken (Gussjahr: 1576) musste im Zweiten Weltkrieg abgeliefert werden, fand sich nach dem Krieg jedoch auf dem Hamburger Glockenfriedhof wieder und wurde im Turm der evangelischen Kirche von Erkelenz im Rheinland neu zum Klingen gebracht. In den 1980er-Jahren wurde die aus dem 17. Jahrhundert stammende Kirche von Stare Ludzicko wegen Baufälligkeit abgerissen und auf den alten Fundamenten durch einen einfachen Neubau ersetzt. Der alte Flügelaltar soll in einem Museum in Koszalin (Köslin) deponiert worden sein.
Bis 1945 war Lutzig mit Neu Lutzig eine eigene Kirchengemeinde, die als Tochtergemeinde dem Kirchspiel der Marienkirche Bad Polzin zugeordnet war. Damit war sie Teil des Kirchenkreises Belgard (Białogard) (Kirchenprovinz Pommern) der Evangelischen Kirche der Altpreußischen Union. Zu dieser Filialgemeinde von Bad Polzin gehörten 1940 340 Gemeindeglieder. Kirchenpatron von Lutzig war der Rittergutsbesitzer. Als letzter deutscher Pfarrer vor dem Krieg amtierte Hans Paust.
Stare Ludzicko gehört heute zur Parochie Koszalin (Köslin) der Evangelisch-Augsburgischen Kirche in Polen.

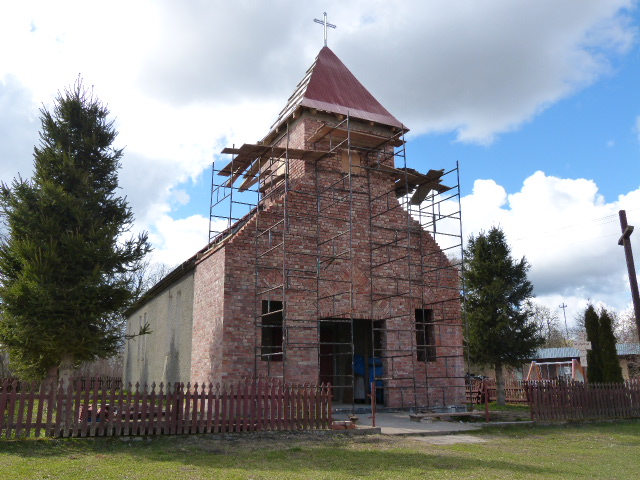
Kirche
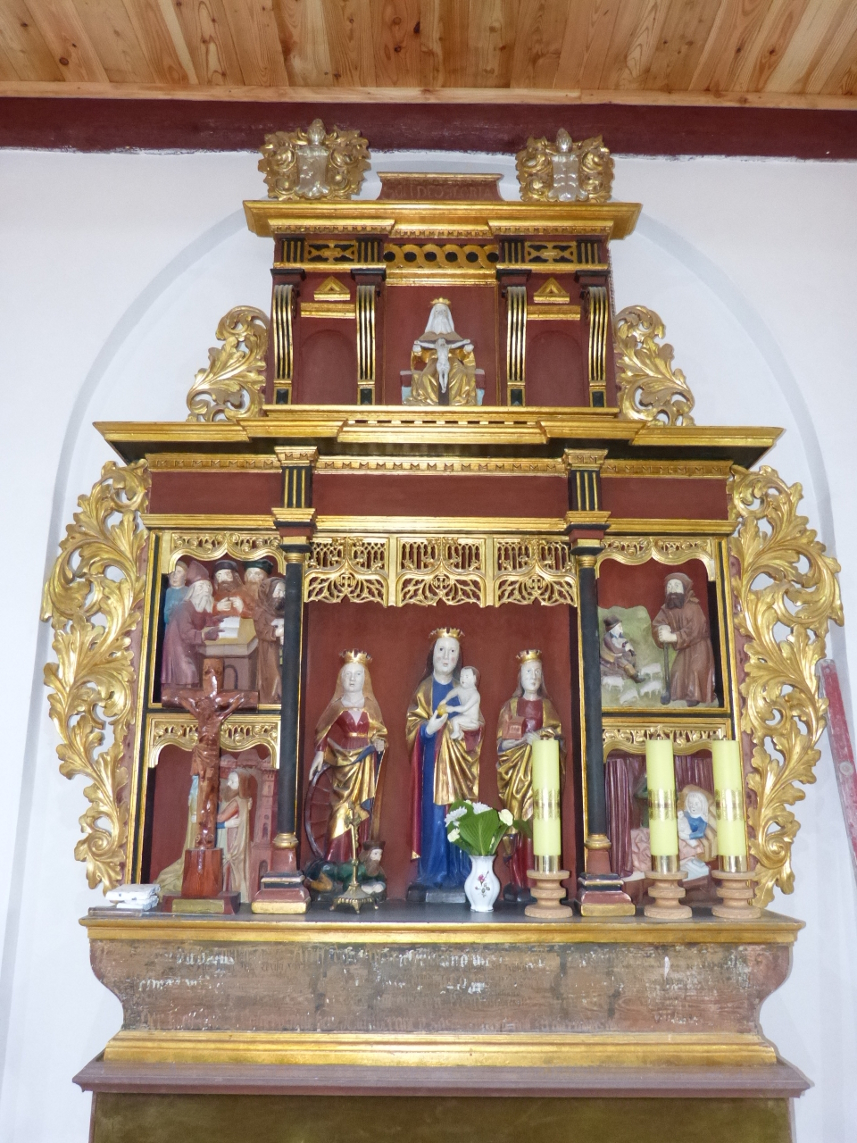
Stifteraltar
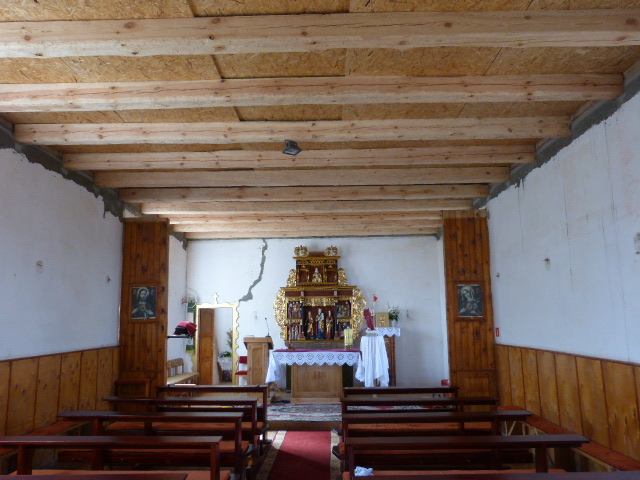
Innenansicht

## Schule
In der Dorfschule unterrichteten die Lehrer Janeck, Trapp, Diederich und Lemke.

## Söhne und Töchter des Ortes

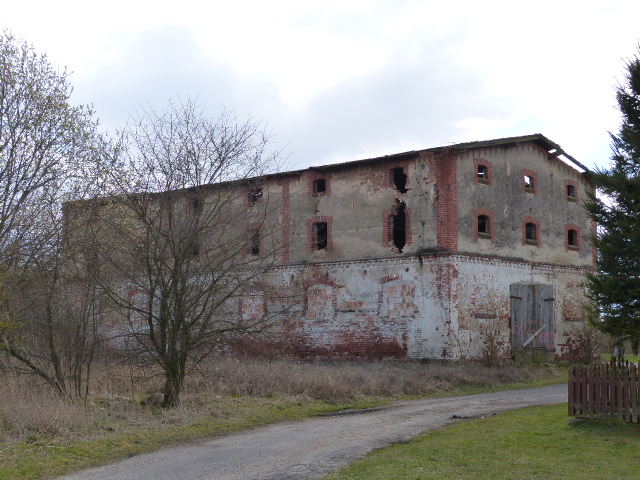
Reste des Gutshofs

- Axel Bruns (1915–1990), deutscher Verwaltungsjurist, Oberkreisdirektor in Rinteln und Celle